# 上月文青
上月 文青（こうづき ふみお、1959年4月29日 - ）は、日本のライター、小説家。

## 経歴・人物
山形県庄内町出身。YBC山形放送、TBC東北放送系制作会社を経て、フリーランスのライターとなる。会社案内や大学要覧の制作、ラジオ番組などの原稿作成を中心に行っている。2011年、「偶然の息子」で第10回女による女のためのR-18文学賞読者賞を受賞する（大賞受賞は、田中兆子「べしみ」）。2014年、「続きの空」が第31回さきがけ文学賞で最高賞の入選に選ばれる（選奨入賞は渡部麻実「夜ににじむ」）。好きな作家として、村上春樹、宮本輝、宮部みゆき、絲山秋子、桐野夏生を挙げている。好きなこととして、野球、大相撲、ゴルフなどのスポーツ観戦を挙げている。

## 作品リスト

### アンソロジー
「」内が収録されている上月文青の作品
- さきがけ文学賞選集 第4巻（2016年1月 秋田魁新報社）「続きの空」